# Maison Louis Carré
 (septembre 2023).
La maison Louis Carré est une résidence privée située dans la commune de Bazoches-sur-Guyonne, dans le département des Yvelines, en France.
Elle a été construite  de 1957 à 1960, par l'architecte finlandais Alvar Aalto pour le compte de Louis Carré, collectionneur et galeriste français.

## Historique
Passionné par l’art contemporain, Louis Carré acquiert en 1956 quatre hectares de terrain sur une colline proche de la maison de son ami Jean Monnet, à Bazoches-sur-Guyonne (Yvelines), dans le but d'y faire construire une villa.
Bien qu'il connaisse et apprécie Le Corbusier, Louis Carré lui préfère un architecte finlandais au style moins radical, peu connu en France : Alvar Aalto. Séduit par la qualité des espaces de ses réalisations finlandaises, il lui passe commande d'une villa avec quelques exigences simples : une toiture d'ardoise comme dans sa Bretagne natale et des pièces de vie capables d'accueillir également ses collections,.
La construction est réalisée en parpaings habillés de brique et de pierre calcaire de Souppes-sur-Loing. La toiture, en ardoises d'Angers, reçoit des chéneaux de cuivre terminés par des gargouilles qui rejettent les eaux dans des bassins circulaires. Les avancées de la toiture, remarquables de légèreté, sont supportées par des piliers de cuivre emplis de béton. Ils sont recouverts d'un habillage de lames de teck.
Les espaces intérieurs font largement appel au bois, matériau de prédilection d'Aalto. Frêne, chêne, pin, hêtre habillent les portes et claustras du salon et le plafond en vague de l'entrée.

La villa, conçue autant comme un écrin pour les collections d'art contemporain de Louis Carré que comme un lieu de repos en famille, est remarquable par la fluidité des déplacements et la perfection de la lumière. Aalto conçoit des éclairages raffinés, tant naturels qu'artificiels. Il dessine et fait réaliser les multiples lampes à éclairage indirect qui animent les pièces.[réf. nécessaire]
Meublée des créations de l'architecte, la maison sera cédée par les héritiers d'Olga Carré, à l'Association Alvar Aalto en France. Conservée sans aucune altération du plan original avec la totalité de son mobilier, elle offre au visiteur le modèle sensuel d'un art d'habiter nordique.

Seul le jardin, aujourd'hui dominé par les frondaisons, a perdu son apparence originelle et ses vues sur la campagne de l'Île-de-France.[réf. nécessaire]
La villa a été classée au titre des monuments historiques par arrêté du 5 juillet 1996. Elle a été acquise en 2006 par l'Association Alvar Aalto en France qui l'ouvre au public depuis l'été 2007.

## Galerie

### Espaces intérieurs

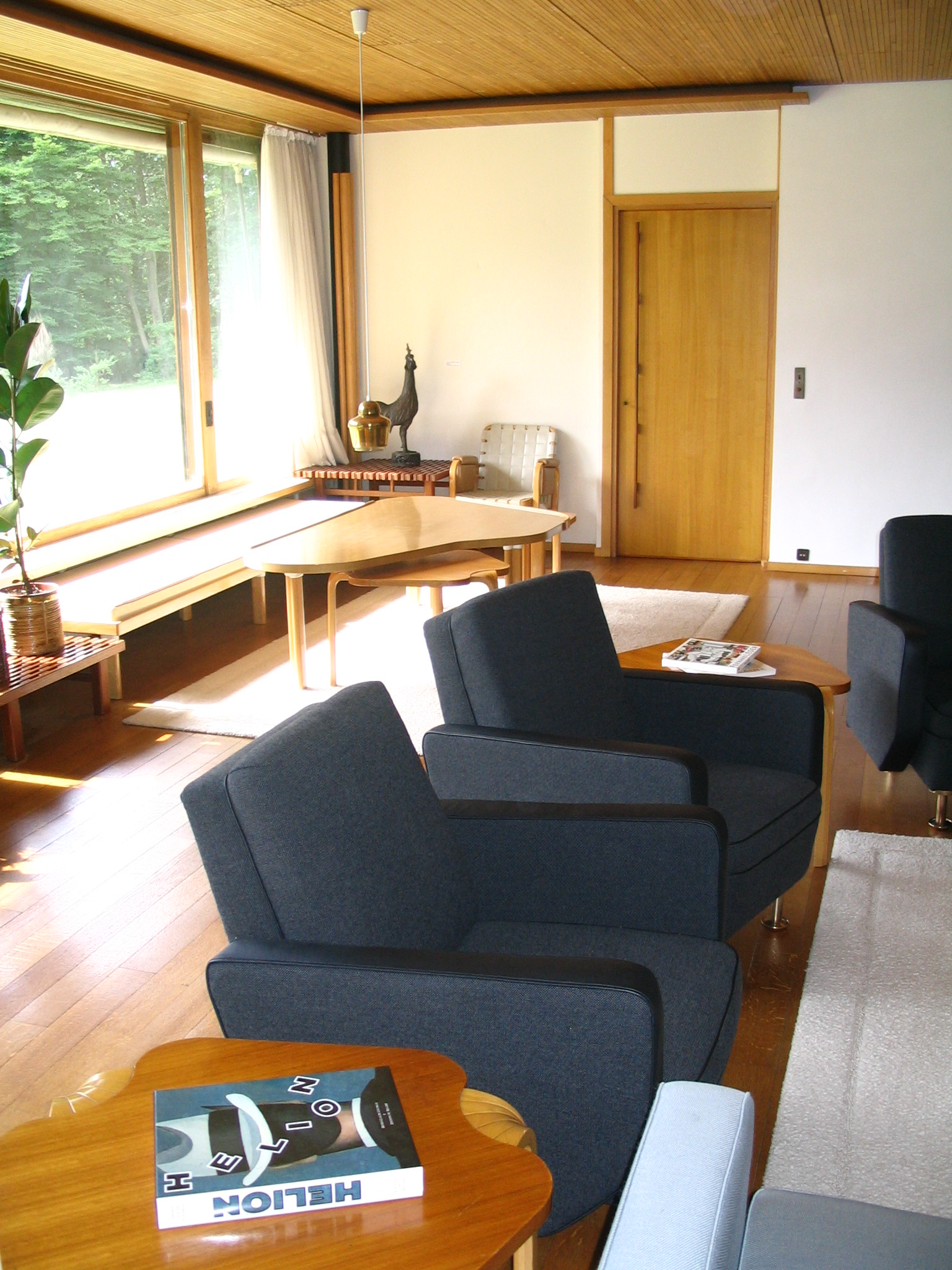
Séjour.
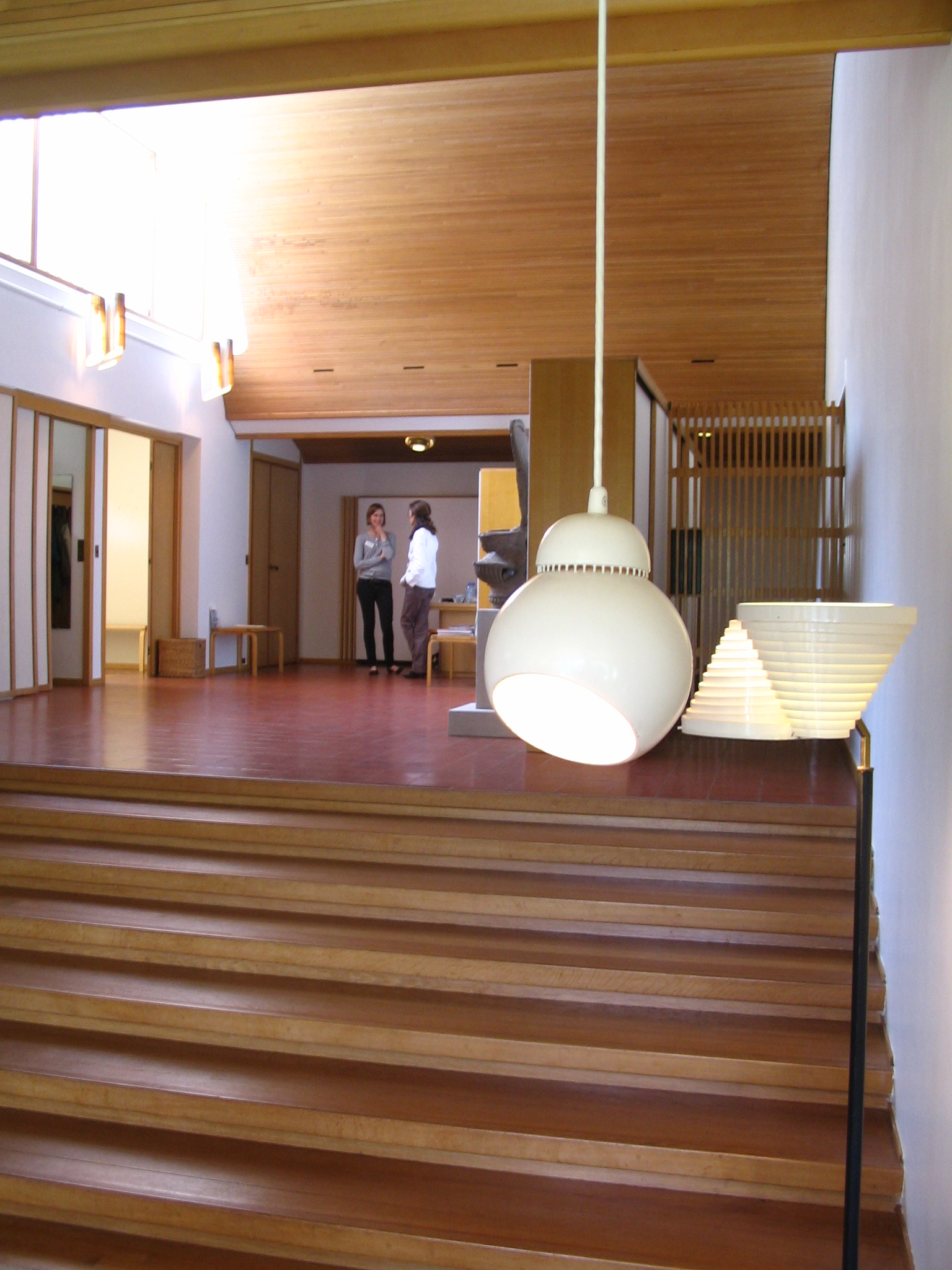
Entrée de la villa.

### MobilierArteket dispositifs architecturaux

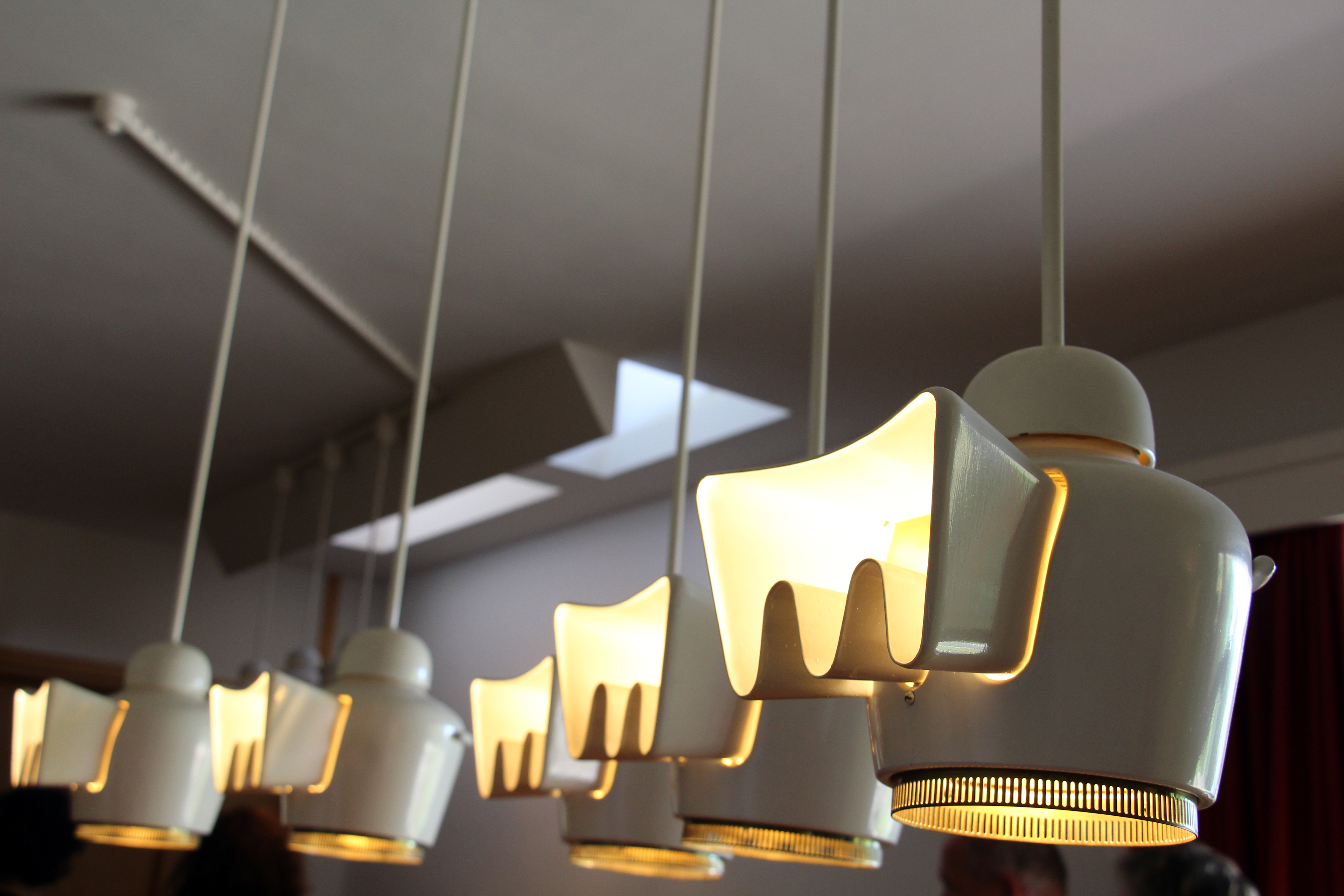
Luminaires de la salle à manger éclairant la Table ainsi que des tableaux au mur. Au fond on remarque l'éclairage indirect des puits de lumière remplissant la même fonction de jour.
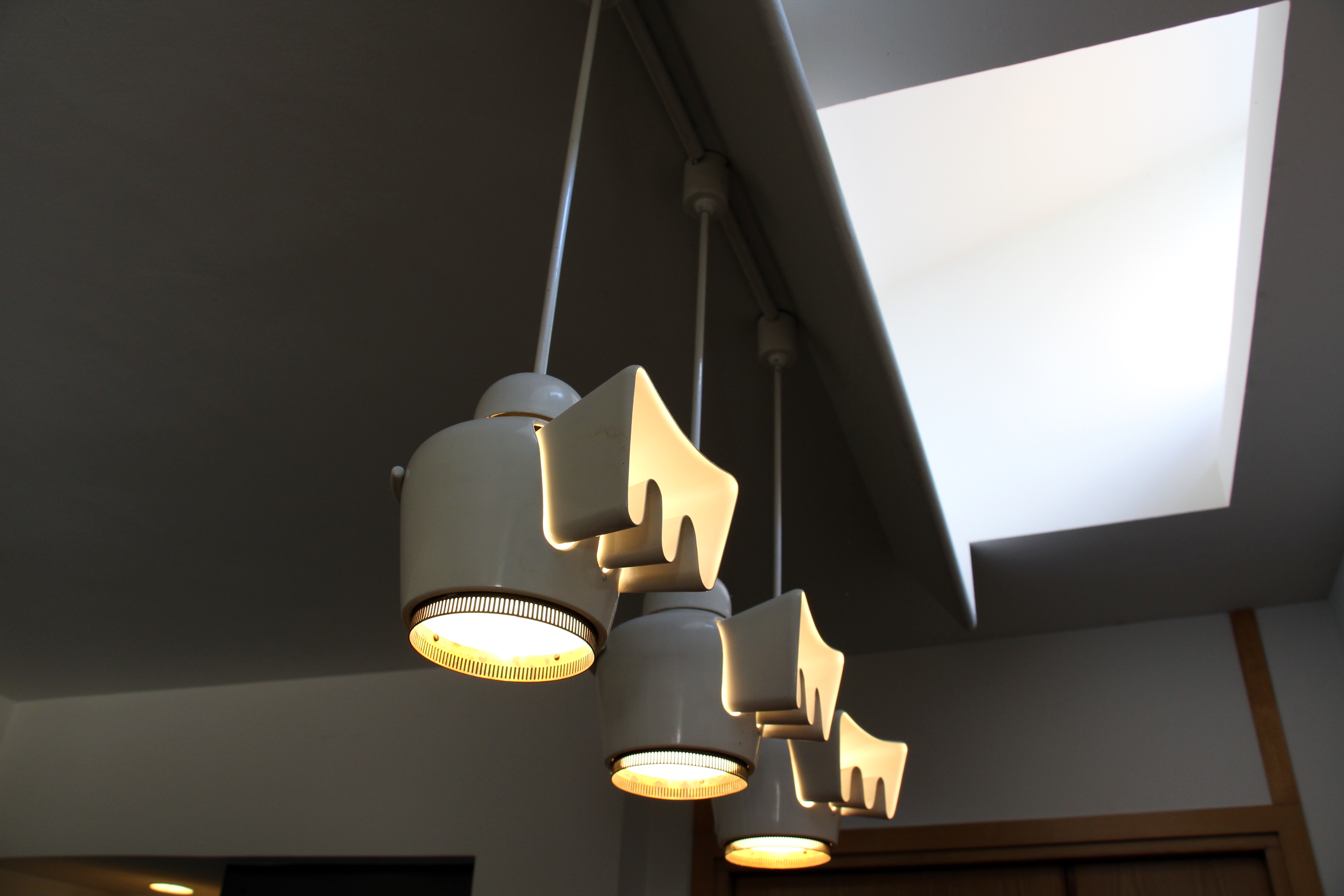
Eclairage indirect diurne et direct nocturne.
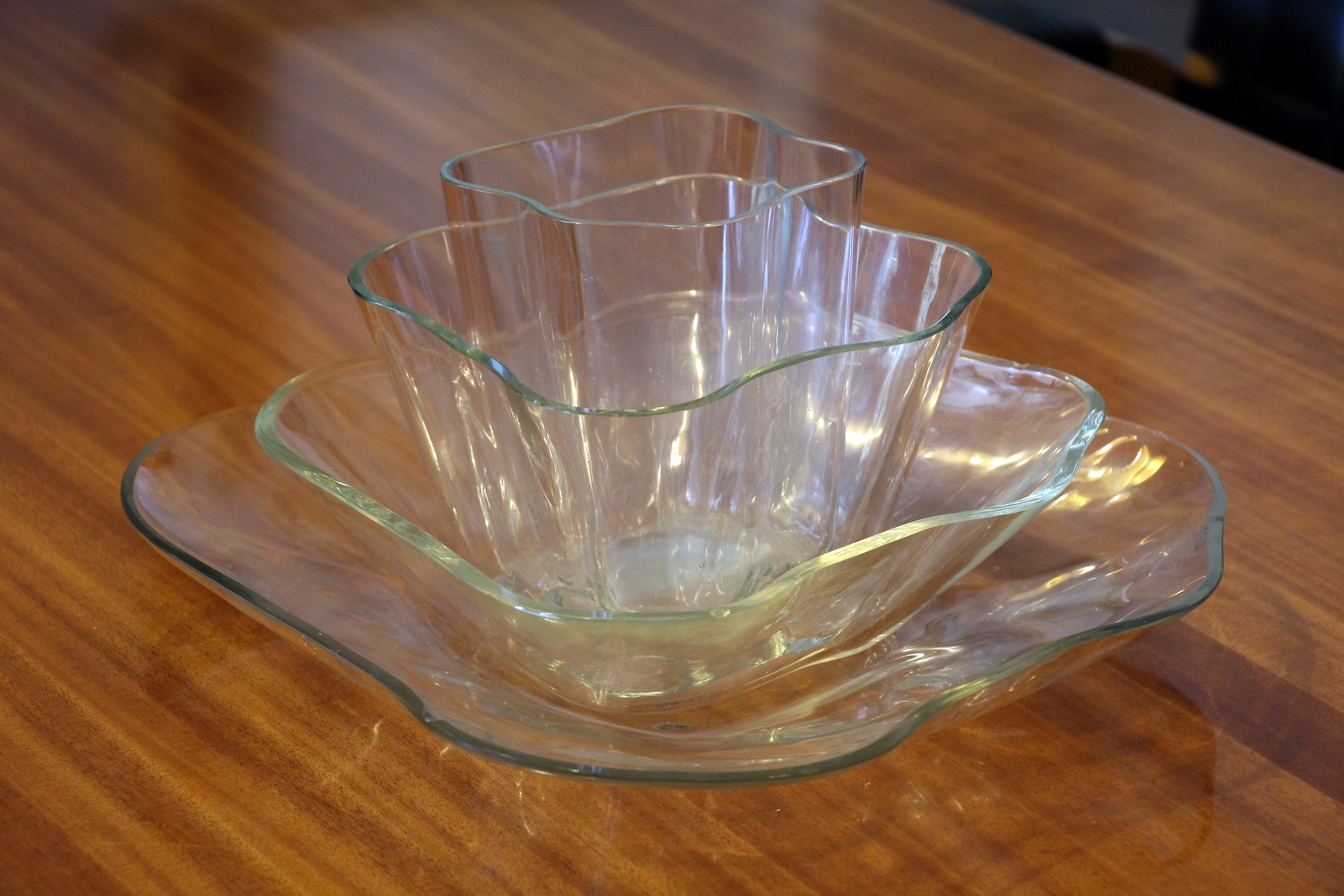
Vaisselle en verre de la salle à manger
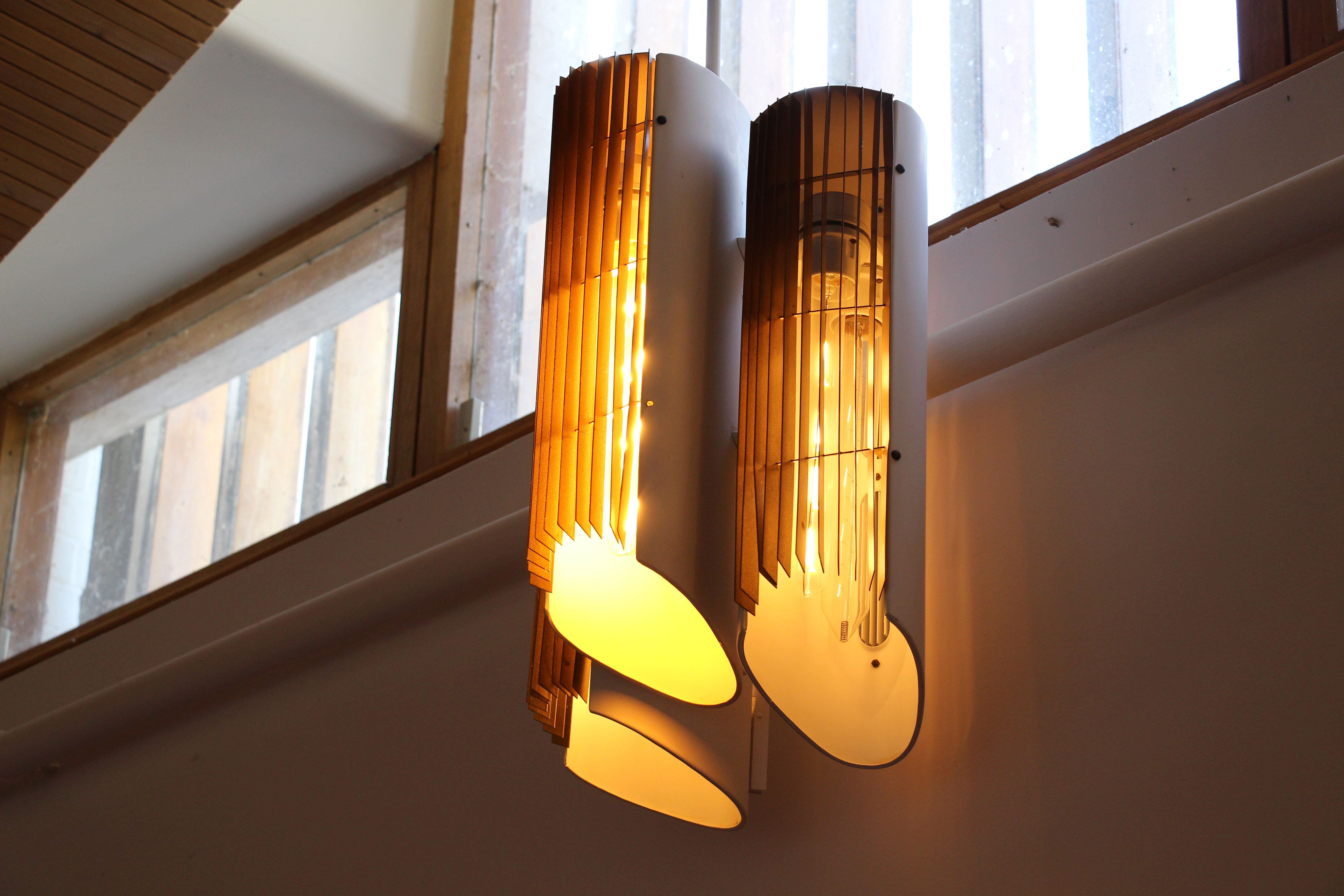
Appliques murales reprenant le rythme des claustras du Lobby.
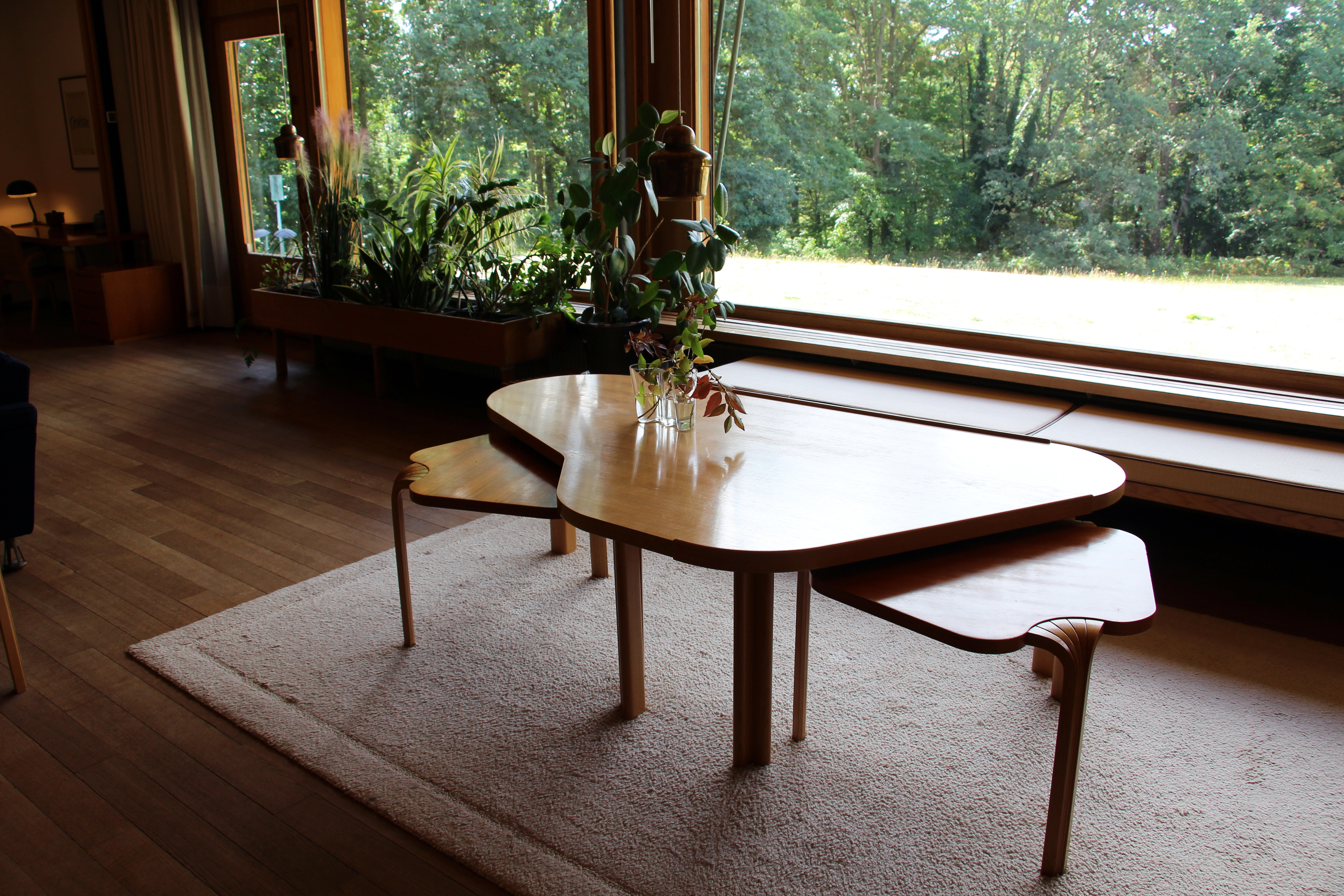
Ensemble de tables basses du séjour, l'évolutivité de ce mobilier permet au séjour de servir de lieu de réception.
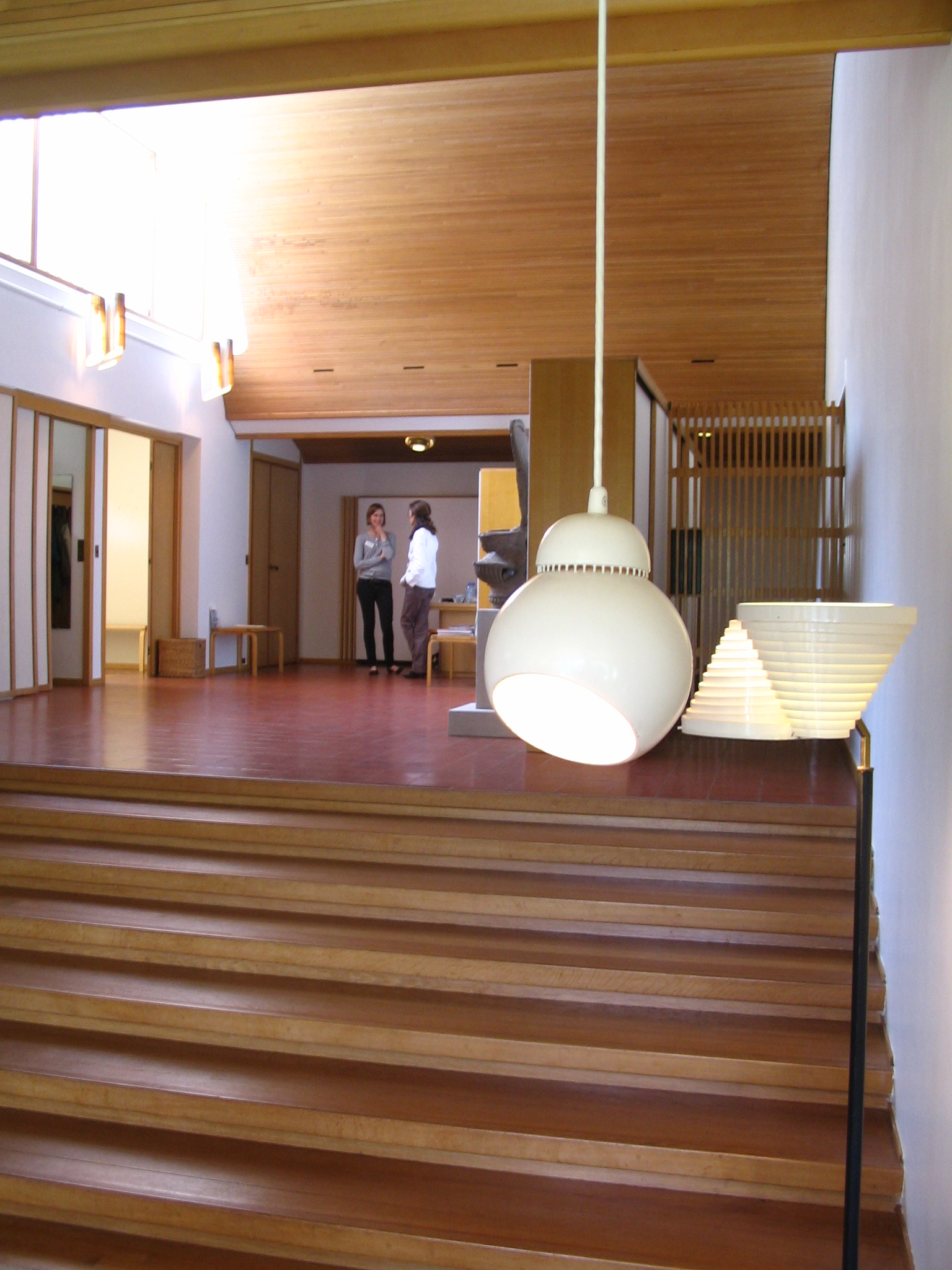
Suspension lumineuses orientables pouvant servir autant la dimension galerie que la dimension habitat de la maison.
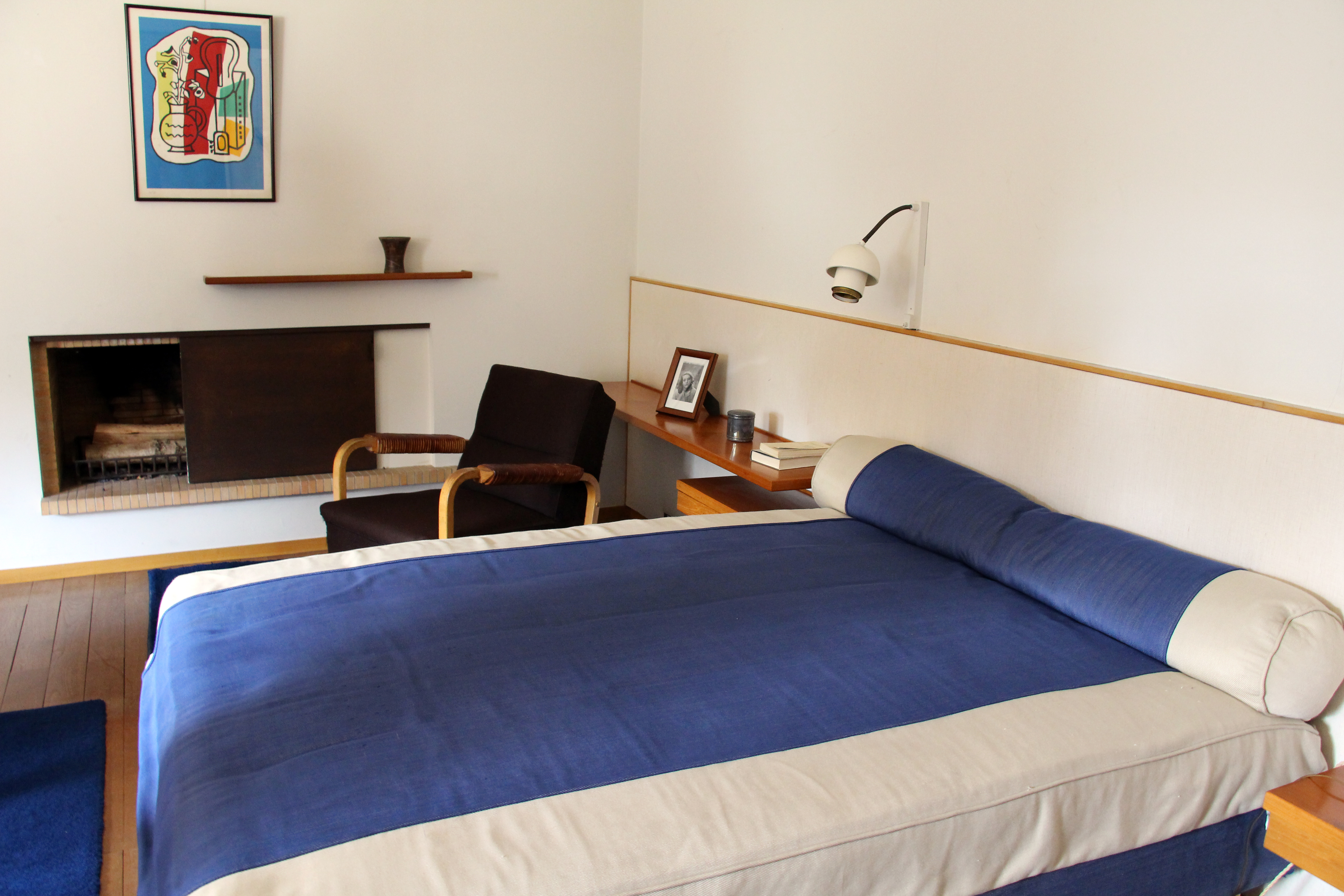
Un des âtres de la cheminée principale dans la chambre principale, le second se trouvant dans le séjour, la porte coulissante en fer permet de l'utiliser comme un poêle à bois.

## Dans les arts
- Une partie du film David et Madame Hansen (2012) d'Alexandre Astier, avec Isabelle Adjani, est tournée dans la maison et sa piscine.
- Le clip du titre Come (2015) de la chanteuse Jain est tournée dans la maison et ses jardins.
- Le clip du titre Vue d'en face (2020) de Yelle avec Nicolas Maury a été tourné dans la maison.
- Une séquence du film Chronique d'une liaison passagère d’Emmanuel Mouret (2022), a été tournée dans la maison.